# Eastman Business College

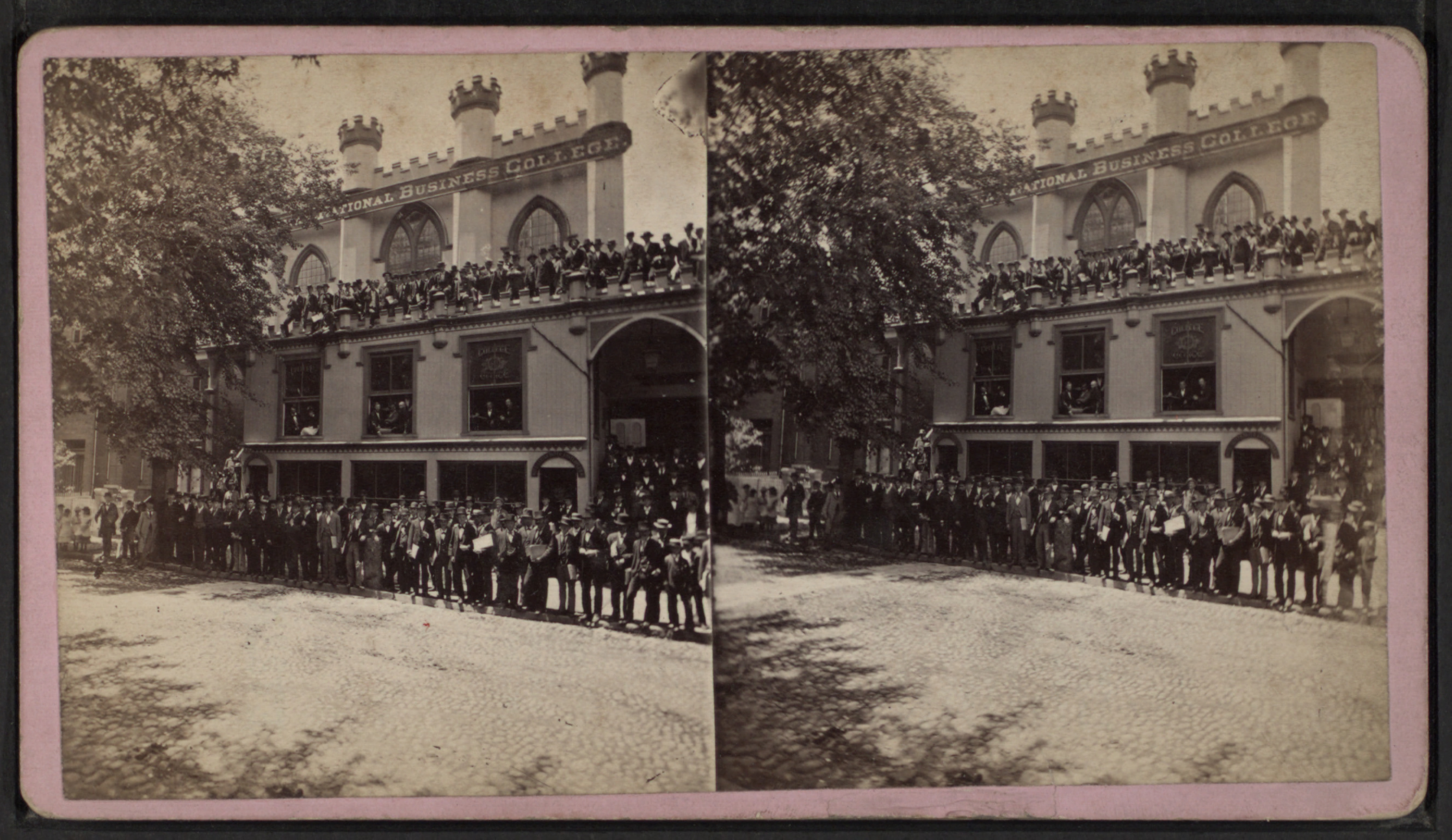
Vue extérieur de la Eastman Business College

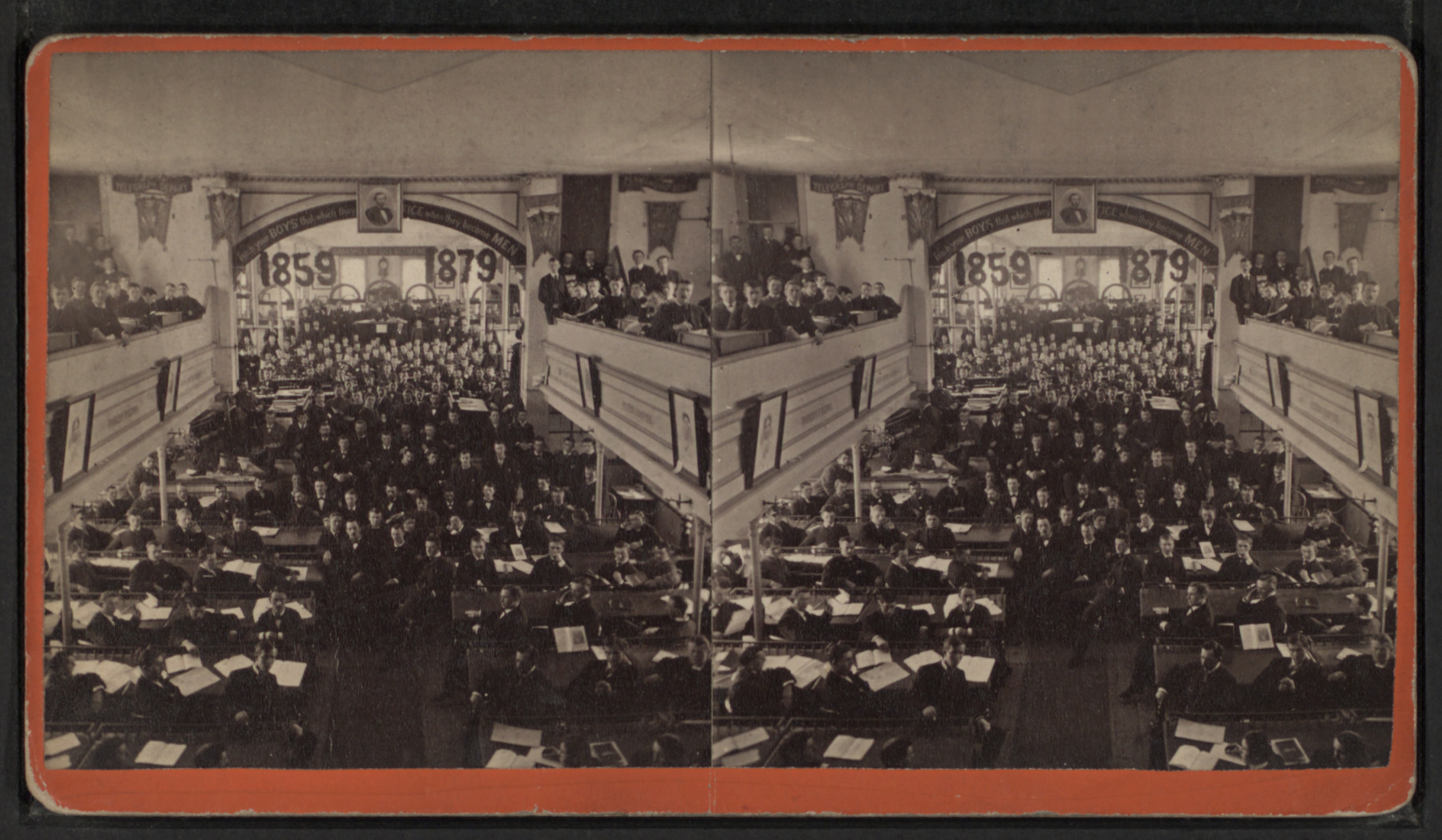
Vue de l'intérieur de la Eastman Business College

La Eastman Business College était une école de commerce située à Poughkeepsie (New York).

## Histoire
Fondée en 1859 par Harvey G. Eastman, elle a été une des plus grandes écoles de commerce des États-Unis. Elle apportait des démarches nouvelles en mettant en pratique les tâches qui seraient attendues par les étudiants dans leur carrière professionnelle.
En 1898, l'école déclare refuser d'accepter des étudiants noirs et en 1905, un étudiant est exclu après une pétition de 160 étudiants alléguant qu'il est d'origine africaine.
Elle ferme ses portes le 10 juin 1931.

## Étudiants célèbres
- S. S. Kresge (en)
- Lee Emmett Thomas (en)
- Nelson W. Fisk
- Porter Dale
- Ernest Cady
- Timothy Woodruff
- Frank B. Weeks
- Thomas Bahnson Stanley
- Lorenzo D. Lewelling
- Calvert Spensley
- William Ziegler

## Publications
- The Merchant's Guide: Actual Business Department, 1865
- The Student's Guide Through the Theoretical Department of Eastman National Business College, 1866
- The Merchant's Guide Through the Actual Business Department of Eastman National Business College, 1866
- A Start in Business Life: 1875-6, 1876
- Student's Hand-book, 1884
- Celebrated Lectures Delivered Before the Students of Eastman National Business College, 1889
- Directory by States and Counties of More Than Eight Thousand of the Students and Graduates of the Eastman, Poughkeepsie, New York, 1897
- The Student's Guide for the Theoretical Department of Eastman National Business College, 1898
- The Farmer and His Future, 1898
- What I Do, that I Know: Student's Hand-book, 1902
- Simplified Phonetic Shorthand, 1907